# Cantó de Castifao-Morosaglia
El cantó de Castifao-Morosaglia és una divisió administrativa francesa situat al departament de l'Alta Còrsega i a la Col·lectivitat Territorial de Còrsega.

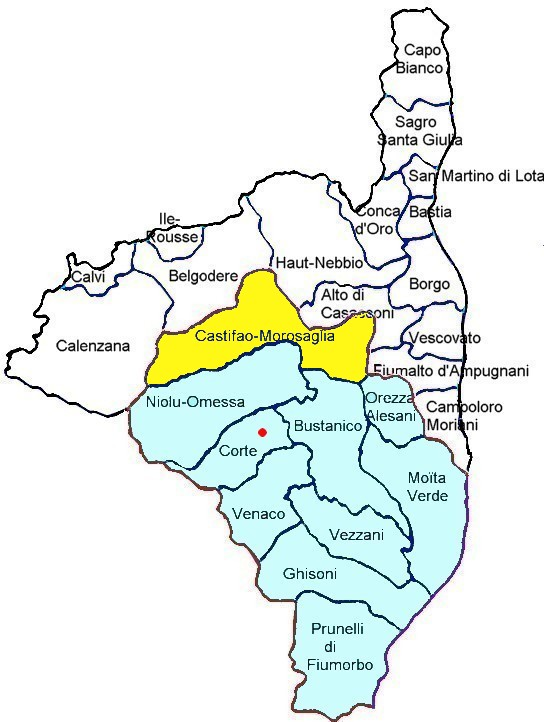
Localització del cantó de Castifao-Morosaglia

## Administració
| Període   | Identitat     | Partit           | Qualitat            |  |
| --------- | ------------- | ---------------- | ------------------- |  |
| 2004      | Serge Grisoni | DVG              |                     |  |
| 2001-2008 | Jacques Costa | Corse Démocratie | alcalde de Moltifao |  |

## Composició
| Nom                 | Població | Codi Postal | Codi Insee |  |
| ------------------- | -------- | ----------- | ---------- |  |
| Asco                | 134      | 20276       | 2B023      |  |
| Bisinchi            | 173      | 20235       | 2B039      |  |
| Castello-di-Rostino | 277      | 20235       | 2B079      |  |
| Castifao            | 152      | 20218       | 2B080      |  |
| Castineta           | 53       | 20218       | 2B082      |  |
| Gavignano           | 55       | 20218       | 2B122      |  |
| Moltifao            | 549      | 20218       | 2B162      |  |
| Morosaglia          | 1 008    | 20218       | 2B169      |  |
| Saliceto            | 47       | 20218       | 2B267      |  |
| Valle-di-Rostino    | 83       | 20235       | 2B337      |  |

## Demografia
| 1962  | 1968  | 1975  | 1982  | 1990  | 1999  |
| ----- | ----- | ----- | ----- | ----- | ----- |
| 2.303 | 2.576 | 2.310 | 2.362 | 2.151 | 2.531 |